# أي تي تي
شركة أي تي تي.، المعروفة سابقًا باسم ITT Corporation  هي شركة تصنيع أمريكية عالمية مقرها في وايت بلينز، نيويورك، الولايات المتحدة. تنتج الشركة مكونات متخصصة لأسواق الطيران والنقل والطاقة والأسواق الصناعية. تشمل الأنشطة التجارية الثلاثة لشركة أي تي تي العمليات الصناعية وتقنيات الحركة وتقنيات الاتصال والتحكم.
لدى أي تي تي ما يقارب 10،000 موظف في أكثر من 35 دولة وتخدم العملاء في أكثر من 100 دولة. تشمل العلامات التجارية طويلة الأمد للشركة مضخات جولدز، وموصلات كانون، وامتصاص الصدمات كوني ومكونات امتصاص الطاقة إنيداي.
تأسست الشركة في عام 1920 تحت اسم إنترناشيونال للتليفونات والتلغراف. خلال الستينيات والسبعينيات من القرن الماضي، تحت قيادة الرئيس التنفيذي هارولد جينين، برزت الشركة باعتبارها التكتل النموذجي، مستمدّةً نموها من مئات عمليات الاستحواذ في الصناعات المتنوعة.
قامت أي تي تي بتجريد أصول الاتصالات السلكية واللاسلكية الخاصة بها في عام 1986، وفي عام 1995 انفصلت عن أقسامها غير التصنيعية، والتي اشترتها لاحقًا ستاروود للفنادق والمنتجعات السياحية. في عام 1996، تم تأسيس الشركة الحالية كشركة تابعة لـ أي تي تي تحت اسم أي تي تي للصناعات. ثم غيرت اسمها لاحقًا إلى أي تي تي في عام 2006.
في عام 2011، قسمت شركة أي تي تي أعمالها الدفاعية إلى شركة تدعى إكزيليس، وأعمال تكنولوجيا المياه التابعة لها إلى شركة اسمها زيليم. غيرت الشركة اسمها إلى أي تي تي. في عام 2016.